# The Oh!
The Oh! é uma banda belga do gênero eurodance, formada por DJ Pedroh e Phil Wilde, e com os vocais de Edwige Veermeer. Durou de 1999 a 2001, e lançou alguns singles de sucesso. Edvige Veermeer foi para uma carreira solo, sob o nome Edvika, e o Dj Pedroh (dono do grupo), continua usando o nome do grupo em sua casa de show e em algumas turnês.

## Discografia

### Singles
- 1999 – "Won't You Show Me The Way" (#29 Bélgica)
- 1999 – "Got To Be Free"(#6 Bélgica)
- 2000 – "I'm On My Way" (#28 Bélgica)
- 2000 – "Forever In My Life" (#49 Bélgica)
- 2001 – "Eternity"